# Corleto Perticara
Corleto Perticara är en ort och kommun i provinsen Potenza i regionen Basilicata i Italien. Kommunen hade 2 521 invånare (2017).